# Spindoctor
Een spindoctor is een adviseur of voorlichter van een politieke partij of een ambtsdrager die de opdracht heeft het beleid van zijn politieke opdrachtgever zo positief mogelijk te presenteren en te verdedigen of hem of haar daarin te coachen. Het doel is het gunstig stemmen van de publieke opinie.
Spindoctors worden door sommigen wel beschuldigd van het 'creëren van de waarheid'. Anders dan bij het uitoefenen van traditionele public relations-activiteiten, heeft de term spindoctor doorgaans een negatieve connotatie. De oorzaak hiervoor ligt in het gebruik van onware, misleidende of manipulatieve technieken die bij het creëren van 'spin' soms gebruikt worden. Ook het gegeven dat de nadruk ligt op het bewerkstelligen van het gewenste beeld, en niet het verschaffen van transparantie en eerlijke informatie, is debet aan het negatieve beeld omtrent spindoctors.

## Enkele gebruikte methoden
Sommige van de gebruikte technieken bij het creëren van 'spin' zijn afkomstig uit de reclamewereld. Andere veel gehanteerde methoden om een draai aan de gebeurtenissen te geven en de publieke opinie te beïnvloeden zijn onder andere:
- Citaten of feiten selectief gebruiken.
- Formuleren op een manier waarbij onbewezen zaken voor waarheid worden aangenomen.
- Negatief nieuws 'begraven', door het pas naar buiten te brengen als andere, belangrijkere gebeurtenissen het nieuws domineren.
- Journalisten strategisch voorzien van primeurs, handige citaten en soundbites.
- Het gelijktijdig inseinen van verschillende media, wanneer één ervan werkt aan een vervelende onthulling, waardoor het slechte nieuws geen primeur meer is.
- Persoonlijke kenmerken of karaktereigenschappen van politieke opponenten benadrukken.
- Afstand nemen van impopulaire beslissingen door deze te weerspreken op een manier die ruimte openlaat ze later toch te nemen (non-denial denial).
- Nieuws - al dan niet anoniem - laten uitlekken.
- Manipuleren met de context, de locatie of de timing van nieuwsfeiten, het bewust hanteren van de medialogica.
- Iets beweren en tezelfdertijd intrekken waardoor het toch herinneringswaarde krijgt ("Ik ga nu niet zeggen dat...").

## Geschiedenis
De praktijk van het 'spinnen' is zeker 2500 jaar oud. Zo'n 500 jaar voor Christus lieten de sofisten in de opkomende democratie van Athene zien dat zij vrijwel elk standpunt met sluwe welsprekendheid konden verdedigen. De waarheid is datgene wat succes heeft, was hun opvatting. Plato noemde ze manipulators van de waarheid en bedriegers door taal.
Een van de beruchtste "spindoctors" van de 20e eeuw was Joseph Goebbels (1897-1945). Hij bekleedde onder meer de functie van Rijksminister van Propaganda onder Adolf Hitler en was vanaf 1929 parlementslid en later Reichsleiter für Propaganda.

## Het woord spindoctor
Spindoctor is de Nederlandse schrijfwijze van het Engelse spin doctor. In de politiek en public relations betekent het Engelse spin het weergeven van een gebeurtenis of feit op een manier die gunstig is voor jezelf en ongunstig voor je opponenten. In het Nederlands zeggen we: ergens een draai aan geven en ook verdraaien. De term is zowel in het Engels als in het Nederlands een pejoratief.

## Voorlichters-spindoctors

### België
- Noël Slangen, voormalig woordvoerder Belgische regering[1]

### Nederland
- Menno de Bruyne, SGP-voorlichter
- Ton Elias, voormalig journalist en eigenaar pr-bedrijf, alsmede voormalig Tweede Kamerlid voor de VVD
- Hans Hillen, voormalig voorlichter ministerie van Financiën
- Dig Istha, was PvdA-voorlichter
- Ben Korsten, voormalig KVP-voorlichter. Over hem werd in 1983 de speelfilm 'De mannetjesmaker' gemaakt.
- Henri Kruithof, voormalig VVD-voorlichter en overheidsvoorlichter.
- Tom van der Lee, voormalig GroenLinks voorlichter
- Kay van de Linde, voormalig Leefbaar Nederland-campagneleider en spindoctor van Pim Fortuyn en Trots op Nederland.
- Richard Matthijsse, overheidsvoorlichter[2][3]
- Raymond Mens, voormalig VVD-campagnestrateeg
- Jacques Monasch, voormalig PvdA-voorlichter
- Jan Schinkelshoek, voormalig CDA-voorlichter, overheidsvoorlichter
- Jack de Vries, voormalig CDA-campagneleider[2]
- Michael Sijbom, voormalig CDA-campagneleider
- Kirsten Verdel, directeur DR2 New Economy (duurzame transities), strategisch adviseur, medewerker presidentscampagne Barack Obama
- Frits Wester, voormalig CDA-voorlichter
- Klaas Wilting, politiewoordvoerder, voorlichter DSB Bank

### Duitsland
- Joseph Goebbels, propagandaleider van de nazi's[4]
- Klaus-Peter Schmidt-Deguelle, spindoctor van Hans Eichel en Walter Riester (1999-2005)
- Michael Spreng, spindoctor van Edmund Stoiber (verkiezing 2002)

### Suriname
- Winston Lackin, voormalig MC/NDP-campagneleider en van Desi Bouterse

### Verenigde Staten
- Lee Atwater, voormalig politiek strateeg en campagneleider Republikeinse Partij
- Karl Rove, spindoctor Republikeinse Partij
- Pierre Salinger, voormalig woordvoerder president John F. Kennedy
- Tony Snow, voormalig woordvoerder president George W. Bush

### Verenigd Koninkrijk
- Alastair Campbell, voormalig woordvoerder Tony Blair[5]
- Peter Mandelson, architect van New Labour